# Осіни (Груєцький повіт)
Осіни (пол. Osiny) — село в Польщі, у гміні Ясенець Груєцького повіту Мазовецького воєводства.
Населення — 148 осіб (2011).
У 1975—1998 роках село належало до Радомського воєводства.

## Демографія
Демографічна структура станом на 31 березня 2011 року:
|          | Загалом | Допрацездатний вік | Працездатний вік | Постпрацездатний вік |
| -------- | ------- | ------------------ | ---------------- | -------------------- |
| Чоловіки | 74      | 23                 | 41               | 10                   |
| Жінки    | 74      | 22                 | 35               | 17                   |
| Разом    | 148     | 45                 | 76               | 27                   |